# Лобай Іван Володимирович
Лобай Іван Володимирович (нар. 21 травня 1996 року в місті Червоноград, Україна) — український футболіст, центральний захисник.

## Життєпис
Народився 21 травня 1996 року в місті Червоноград, Україна. Футболом почав займатись в рідному Червонограді, після чого вирішив спробувати свої сили в карпатівській Академії. На організований відбір талантів прийшло понад 400 претендентів, однак Роман Гнатів обрав лише двадцять зокрема і Івана. Після закінчення навчання в Академії львівських Карпат перейшов до юніорського складу команди під керівництво Андрія Тлумака. Згодом старший тренер дублерів Роман Зуб запросив його до першої команди. З нею відбув на збори до Словенії. Вийшов на поле проти «Марібора».
31 серпня 2018 року став гравцем винниківського «Руху».